# José Rojas Moreno

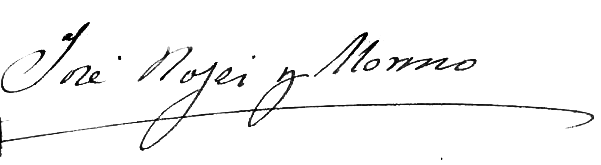
Unterschrift von José Rojas y Moreno

José Rojas y Moreno (* 18. Dezember 1893 in Alicante; † 2. März 1973 in Madrid), Graf von Casas Rojas, war ein spanischer Diplomat. In den Jahren 1941 bis 1943 rettete er als Botschafter in Bukarest (Rumänien) zahlreiche Juden vor der Verfolgung.

## Leben
Rojas y Moreno war promovierter Jurist und trat 1915 in den diplomatischen Dienst ein.
Von 1940 bis 1943 war er spanischer Botschafter in Rumänien, das mit dem nationalsozialistischen Deutschland verbündet war. Von den antisemitischen Maßnahmen und Deportationen, die unter Diktator Ion Antonescu einsetzten, waren auch Sepharden betroffen. Diese konnten aufgrund eines spanischen Gesetzes die spanische Staatsbürgerschaft beanspruchen. José Rojas protestierte vehement bei Antonescu und betonte, dass Spanien seine Bürger nicht in verschiedene Kategorien unterteile, weder aufgrund der Religion noch aufgrund der Rasse. Er drohte eine Verschlechterung der Beziehungen zwischen den beiden Staaten an, sollten spanische Juden deportiert werden oder von anderen Diskriminierungen betroffen sein.
Daraufhin wurden die spanischen Sepharden von den antisemitischen Gesetzen und Sondersteuern ausgenommen; ihr Eigentum wurde in der Regel respektiert, und sie konnten weiterhin ihre Berufstätigkeiten ausüben. Als im April 1941 trotzdem 24 spanische Juden deportiert werden sollten, konnte Rojas y Moreno bewirken, dass die entsprechende Anordnung zurückgenommen wurde.
Um den Schutz für die betroffenen Juden zu verbessern, stellte ihnen der spanische Botschafter Zertifikate aus, in denen speziell vermerkt war, dass der Inhaber von den Judengesetzen ausgenommen sei. José Rojas konnte später die entsprechende Immunität auch auf 200 sephardische Familien ausweiten, die nicht spanische Staatsbürger waren. Er ließ für diese auch Plakate drucken, auf denen stand: «Dieses Haus gehört einem Spanier».
In Rumänien spitzte sich 1942 und 1943 trotz der Schutzmaßnahmen der Botschaft die Situation indes auch für die Sepharden weiter zu, sodass Rojas y Moreno Vorbereitungen für Evakuierungen traf. Nach Erhalt der entsprechenden Bewilligungen konnten im Sommer 1943 und im Frühjahr 1944 insgesamt 65 Juden aus Rumänien nach Spanien ausreisen. Für weitere Gruppen konnte die Ausreise über die Türkei und Palästina organisiert werden. Dies erfolgte dann unter Rojas y Morenos Nachfolger als Botschafter in Rumänien, Manuel Gómez-Barzanallana y García.
José Rojas y Moreno kehrte zuerst nach Madrid zurück, bevor er von 1946 bis 1952 als Botschafter in Brasilien wirkte. Danach war er bis 1960 Botschafter in Frankreich.

## Ehrungen
- 1945 wurde ihm der Orden Gran Cruz de la Orden de Isabel la Católica verliehen.
- Am 30. März 2004 wurden Royas y Moreno und andere spanischen Diplomaten von der International Raoul Wallenberg Foundation (IRWF) und der spanischen Botschaft in Buenos Aires postum für die Rettung von Juden vor dem Holocaust geehrt.[5]
- 1965 wurde er zum ständigen Mitglied des spanischen Staatsrats ernannt.